# Nesospiza
Nesospiza is een geslacht van zangvogels uit de familie Thraupidae (tangaren) die voorkomen op de archipel van Tristan da Cunha. Net als de darwinvinken van de Galapagoseilanden vormen deze soorten een interessant voorbeeld van soortvorming op eilanden (adaptieve radiatie). Waarschijnlijk hebben de drie soorten een gemeenschappelijke voorouder die afkomstig is uit Zuid-Amerika die met de overheersende westelijke winden op deze eilanden is terechtgekomen. 

## Soorten
Het geslacht kent de volgende soorten:
- Nesospiza acunhae  – Inaccessiblegors
- Nesospiza questi  – Nightingalegors
- Nesospiza wilkinsi  – Wilkins' gors

### Beschrijving van de soortvorming
De archipel bestaat uit het eiland Tristan da Cunha, het grootste maar ook geologisch gezien jongste eiland want slechts 200.000 jaar oud. Het eiland Inaccessible ligt ongeveer 40 km van Tristan da Cunha. De eilanden Inaccessible en de Nightingale-eilanden liggen onderling weer 20 tot 35 km van elkaar. De kleine Nightingale-eilanden zijn het oudst (18 miljoen jaar) en Inaccessible is 3 tot 6 miljoen jaar oud. De inaccessiblegors Nesospiza acunhae ontstond op het eiland Inaccessible. De soort kwam in de 19de eeuw ook voor op het grootste eiland Tristan da Cunha, maar stierf daar uit door de aanwezigheid van ratten, muizen en katten van de kolonisten. Op Inaccesible is de soortvorming onvolledig en daarom worden daar drie ondersoorten onderscheiden die ieder in een eigen habitat voorkomen. Op de verder gelegen Nightingale-eilanden zette de soortvorming wel door en daar onderscheidt men nu twee soorten: de nightingalegors Nesospiza questi en Wilkins' gors Nesospiza wilkinsi.